# Edward Krzemień
Edward Krzemień (ur. 22 sierpnia 1946) – polski dziennikarz.

## Życiorys
Absolwent elektroniki na Politechnice Warszawskiej. Pracował jako projektant układów scalonych. W latach 80. związany z solidarnościową opozycją, był członkiem zespołu drukującego „Tygodnik Mazowsze”.
Od powstania w 1989 roku „Gazety Wyborczej” był w niej zatrudniony. Najpierw jako dziennikarz polityczny, później redaktor, zastępca szefa działu krajowego, zastępca szefa działu opinie, a od lutego 2009 był redaktorem naczelnym serwisu internetowego Wyborcza.pl. Od czerwca 2016 roku jest redaktorem serwisu OKO.press. 
5 czerwca 2014 za wybitne zasługi w budowaniu niezależnej prasy w Polsce, za pielęgnowanie wartości, jakie legły u podstaw polskich przemian demokratycznych, za wkład w rozwój nowoczesnej publicystyki i przestrzeganie wysokich standardów w pracy dziennikarskiej, redakcyjnej i menadżerskiej został odznaczony Krzyżem Oficerskim Orderu Odrodzenia Polski.

## Życie prywatne
Jest synem Ignacego Krzemienia. Jego żoną jest Bogna Świątkowska – dziennikarka i promotorka kultury. Mają dwóch synów: Ignacego (ur. 1998) i Konstantego (ur. 2001).